# John Rutsey
John Howard Rutsey (n. 14 mai 1953 – 1 mai 2008) din Ontario, Canada a fost un baterist, cel mai cunoscut ca membru co-fondator al trupei Rush alături de Alex Lifeson și Jeff Jones.